# Osakatheta
Osakatheta is een monotypisch geslacht van kevers uit de familie van de kortschildkevers (Staphylinidae).

## Soort
- Osakatheta yasukoae Maruyama, Klimaszewski & Gusarov